# باشگاه ورزشی الصقر
باشگاه ورزشی و فرهنگی الصقر یک باشگاه فوتبال حرفه‌ای یمنی است که در تعز واقع شده است. سقر به معنای شاهین است. این باشگاه در سال ۱۹۶۹ تاسیس شد.

## افتخارات
- لیگ یمن: ۳ قهرمانی
- جام اتحادیه یمن: ۲ قهرمانی